# Cene
Cene is een gemeente in de Italiaanse provincie Bergamo (regio Lombardije) en telt 4060 inwoners (31-12-2004). De oppervlakte bedraagt 8,6 km², de bevolkingsdichtheid is 491 inwoners per km².

## Demografie
Cene telt ongeveer 1656 huishoudens. Het aantal inwoners steeg in de periode 1991-2001 met 8,3% volgens cijfers uit de tienjaarlijkse volkstellingen van ISTAT.
| Jaar | Inwoneraantal |
| ---- | ------------- |
| 1991 | 3630          |
| 2001 | 3931          |
| 2004 | 4060          |

## Geografie
De gemeente ligt op ongeveer 368 m boven zeeniveau.
Cene grenst aan de volgende gemeenten: Albino, Bianzano, Casnigo, Cazzano Sant'Andrea, Fiorano al Serio, Gaverina Terme, Gazzaniga, Leffe.